# Tat'jana Talyševa
Tat'jana Andreevna Talyševa (in russo Татьяна Андреевна Талышева?; Barnaul, 15 ottobre 1937) è un'ex lunghista e ostacolista sovietica, medaglia di bronzo nel salto in lungo ai Giochi olimpici di Città del Messico 1968.

## Palmarès
| Anno | Manifestazione  | Sede              | Evento         | Risultato  | Prestazione | Note                          |
| ---- | --------------- | ----------------- | -------------- | ---------- | ----------- | ----------------------------- |
| 1964 | Giochi olimpici | Tokyo             | 80 m hs        | Semifinale | 10"9        |                               |
| 1964 | Giochi olimpici | Tokyo             | Salto in lungo | 10ª        | 6,18 m      |                               |
| 1968 | Giochi olimpici | Città del Messico | 80 m hs        | 8ª         | 10"7        |                               |
| 1968 | Giochi olimpici | Città del Messico | Salto in lungo | Bronzo     | 6,66 m      | Miglior prestazione personale |

## Altre competizioni internazionali
1965
- Coppa Europa di atletica leggera ( Kassel)

1967
- Coppa Europa di atletica leggera ( Kiev)